# بروك غرينفيلد
بروك غرينفيلد هو مدرس وسياسي أمريكي، ولد في 5 أكتوبر 1975 في ووترتاون في الولايات المتحدة. نشط حزبياً في الحزب الجمهوري. وقد انتخب عضو مجلس نواب داكوتا الجنوبية ‏.